# Utricularia georgei
Utricularia georgei — вид рослин із родини пухирникових (Lentibulariaceae).

## Біоморфологічна характеристика
Це дрібний наземний однорічник, трав'яниста рослина. Квітки білі/пурпурні, у лютому — серпні.

## Середовище проживання
Цей вид обмежений Кімберлі на північному заході Австралії.
Росте в зонах просочування, на пісковиках.